# Drusus destitutus
Drusus destitutus là một loài Trichoptera trong họ Limnephilidae. Chúng phân bố ở miền Cổ bắc.